# 分歧焦蟲
分歧焦蟲 (Babesia divergens)是一種寄生在紅血球中的原生動物，是由蓖麻豆蝨當作介媒傳送病菌，被分歧焦蟲和其他類似的細菌會引起牛焦蟲病，主要的感染對象是牛亞科。

## 外部連結
- 寄生蟲學-protozoa(原蟲)-Babesia spp.(巴貝氏原蟲屬) （页面存档备份，存于）